# Cneu Cornélio Lêntulo (cônsul em 18 a.C.)
Cneu Cornélio Lêntulo (em latim: Gnaeus Cornelius Lentulus) foi um senador romano da gente Cornélia eleito cônsul em 18 a.C. com Públio Cornélio Lêntulo Marcelino. Mais nada se sabe sobre sua vida.